# Союз пионеров Югославии

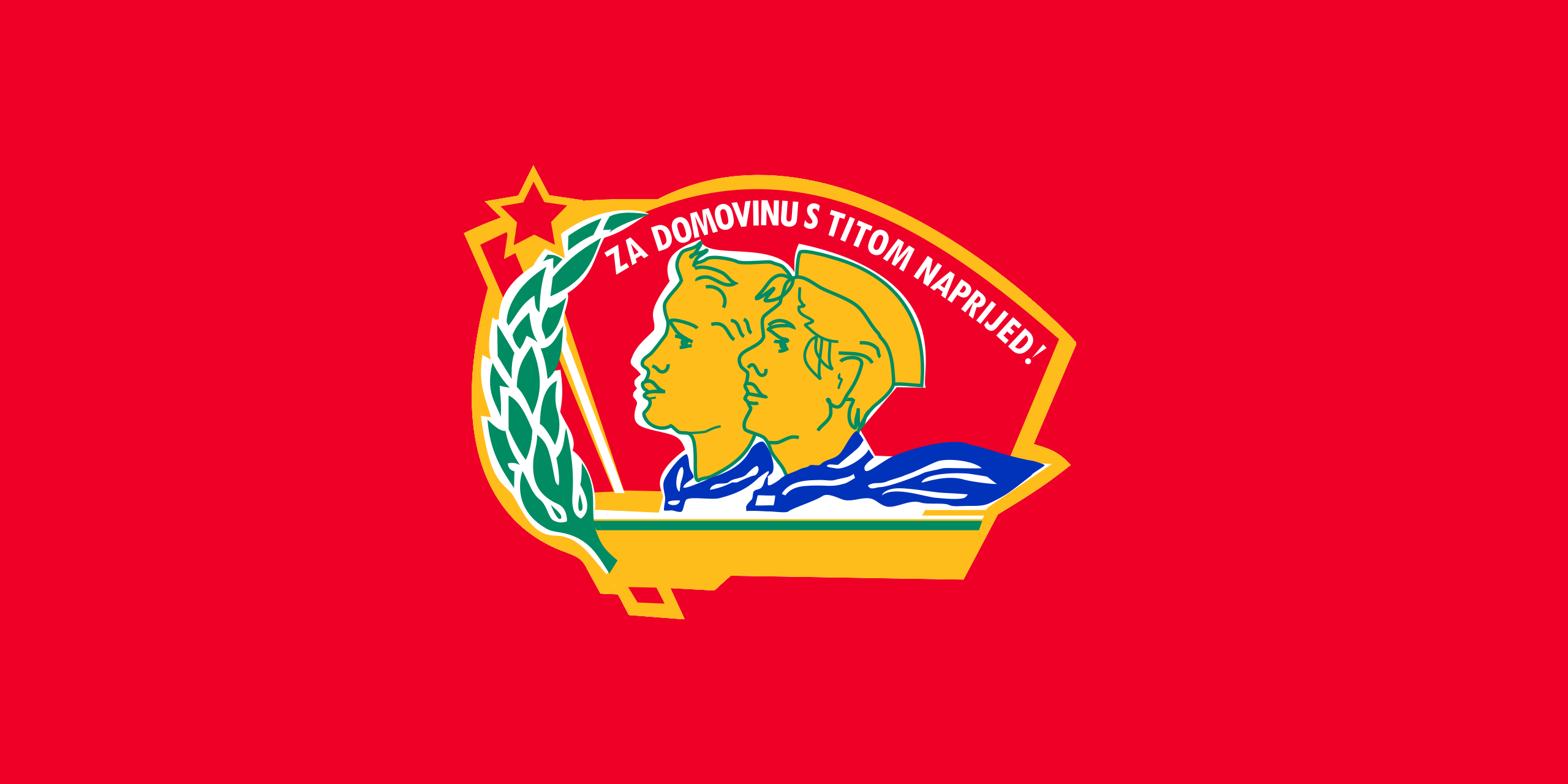
Флаг Союза пионеров Югославии

Эмблема Союза пионеров Югославии

Союз пионеров Югославии (сербохорв. Савез пионира Југославије/Savez pionira Jugoslavije, словен. Zveza pionirjev Jugoslavije, макед. Сојуз на пионери на Југославија) — детская коммунистическая организация Социалистической Федеративной Республики Югославии.
Основан 27 декабря 1942 года по примеру Всесоюзной пионерской организации им. В. И. Ленина во время национально-освободительной борьбы в Югославии 1941—1945 годов, против фашистов и их союзников.
Союз пионеров являлся коллективным членом Союза социалистической молодёжи (комсомола) Югославии .
Синоним этой организации — «пионеры Тито».
Организация была разделена на две группы — младших (с 7 до 11 лет) и старших пионеров (с 11 до 15 лет).
Приём в члены Союза пионеров Югославии проводился в первом классе школы, во время празднования Дня Республики (29 ноября). Принимаемые давали «Пионерскую присягу», в которой клялись перед пионерской флагом и другими пионерами, расти и жить верными сынами своей родины — Социалистической Федеративной Республики Югославии, обещали крепить братство и единство югославского народа и свободу Родины, приобретенных кровью своих лучших сыновей.
Лозунг — «За родину с Тито вперед!».
После посвящения пионеры получали синюю «титовскую» пилотку с красной звездой. Форма пионера состояла из белой рубашки с красным галстуком и синих шорт.
Союз пионеров Югославии прекратил деятельность в 1990 году после роспуска Союза коммунистов Югославии и введения многопартийной системы.